# Njemačka nogometna Bundesliga 2006./07.
Njemačka nogometna Bundesliga 2006./07. bila je 44. sezona Bundeslige, njemačke prve nogometne lige. Sezona je započela 11. kolovoza 2006.,  a završena je 19. svibnja 2007. Branitelj prvaka bio je Bayern München, ali je pokal odnio VfB Stuttgart, što mu je bio treći naslov prvaka Bundeslige i peti njemački naslov. S 20 postignutih pogodaka, najbolji strijelac sezone bio je Grk Theofanis Gekas, napadač Bayer Leverkusena.

## Promovirani i degradirani
Tri momčadi iz 2. Bundeslige su promovirane na kraju prošle sezone: 
- VfL Bochum (prvaci)
- Alemannia Aachen (doprvaci)
- Energie Cottbus (trećeplasirani)

Tri degradirane momčadi bile su:
- 1. FC Kaiserslautern
- 1. FC Köln
- MSV Duisburg

## Stadioni i momčadi
| Momčad                   | Stadion                  | Kapacitet |
| ------------------------ | ------------------------ | --------- |
| Alemannia Aachen         | Tivoli                   | 21.300    |
| Hertha BSC               | Olympiastadion           | 74.228    |
| Arminia Bielefeld        | Schüco Arena             | 28.008    |
| VfL Bochum               | Ruhrstadion              | 31.328    |
| SV Werder Bremen         | Weserstadion             | 42.358    |
| Energie Cottbus          | Stadion der Freundschaft | 22.450    |
| Borussia Dortmund        | Signal Iduna Park        | 80.708    |
| Eintracht Frankfurt      | Commerzbank-Arena        | 52.300    |
| Hamburger SV             | HSH Nordbank Arena       | 57.274    |
| Hannover 96              | AWD-Arena                | 49.000    |
| Bayer 04 Leverkusen      | BayArena                 | 22.500    |
| 1. FSV Mainz 05          | Stadion am Bruchweg      | 20.300    |
| Borussia Mönchengladbach | Borussia-Park            | 54.067    |
| FC Bayern München        | Allianz Arena            | 69.901    |
| 1. FC Nürnberg           | EasyCredit-Stadion       | 47.559    |
| FC Schalke 04            | Veltins-Arena            | 61.673    |
| VfB Stuttgart            | Gottlieb-Daimler-Stadion | 58.000    |
| VfL Wolfsburg            | Volkswagen Arena         | 30.122    |

## Ljestvica
| Mj. | Momčad              | Uta. | Pob. | Izj. | Por. | PoG | PrG | GR  | Bod. | Kval. za                                           |
| --- | ------------------- | ---- | ---- | ---- | ---- | --- | --- | --- | ---- | -------------------------------------------------- |
| 1.  | Stuttgart           | 34   | 21   | 7    | 6    | 61  | 37  | +24 | 70   | UEFA Liga prvaka 2007./08. Natjecanje po skupinama |
| 2.  | Schalke 04          | 34   | 21   | 5    | 8    | 53  | 32  | +21 | 68   | UEFA Liga prvaka 2007./08. Natjecanje po skupinama |
| 3.  | Werder Bremen       | 34   | 20   | 6    | 8    | 76  | 40  | +36 | 66   | UEFA Liga prvaka 2007./08. - 3.pretkolo            |
| 4.  | Bayern München      | 34   | 18   | 6    | 10   | 55  | 40  | +15 | 60   | Kup UEFA 2007./08. Prvo kolo                       |
| 5.  | Bayer Leverkusen    | 34   | 15   | 6    | 13   | 54  | 49  | +5  | 51   | Kup UEFA 2007./08. Prvo kolo                       |
| 6.  | Nürnberg            | 34   | 11   | 15   | 8    | 43  | 32  | +11 | 48   | Kup UEFA 2007./08. Prvo kolo                       |
| 7.  | Hamburg             | 34   | 10   | 15   | 9    | 43  | 37  | +6  | 45   | UEFA Intertoto kup 2007. - 3. kolo                 |
| 8.  | Bochum              | 34   | 13   | 6    | 15   | 49  | 50  | −1  | 45   |                                                    |
| 9.  | Borussia Dortmund   | 34   | 12   | 8    | 14   | 41  | 43  | −2  | 44   |                                                    |
| 10. | Hertha BSC          | 34   | 12   | 8    | 14   | 50  | 55  | −5  | 44   |                                                    |
| 11. | Hannover 96         | 34   | 12   | 8    | 14   | 41  | 50  | −9  | 44   |                                                    |
| 12. | Arminia Bielefeld   | 34   | 11   | 9    | 14   | 47  | 49  | −2  | 42   |                                                    |
| 13. | Energie Cottbus     | 34   | 11   | 8    | 15   | 38  | 49  | −11 | 41   |                                                    |
| 14. | Eintracht Frankfurt | 34   | 9    | 13   | 12   | 46  | 58  | −12 | 40   |                                                    |
| 15. | Wolfsburg           | 34   | 8    | 13   | 13   | 37  | 45  | −8  | 37   |                                                    |
| 16. | Mainz               | 34   | 8    | 10   | 16   | 34  | 57  | −23 | 34   | Ispali u: 2. njemačka nogometna Bundesliga         |
| 17. | Alemannia Aachen    | 34   | 9    | 7    | 18   | 46  | 70  | −24 | 34   | Ispali u: 2. njemačka nogometna Bundesliga         |
| 18. | Mönchengladbach     | 34   | 6    | 8    | 20   | 23  | 44  | −21 | 26   | Ispali u: 2. njemačka nogometna Bundesliga         |

## Rezultati
|                     | AAC | BSC | BIE | BOC | BRE | COT | DOR | FRA | HAM | H96 | LEV | MAI | MGL | BMU | NUR | S04 | STU | WOB |
| Alemannia Aachen    |     | 0–4 | 2–0 | 2–1 | 2–2 | 1–2 | 1–4 | 2–3 | 3–3 | 1–4 | 2–3 | 2–1 | 4–2 | 1–0 | 1–1 | 0–1 | 2–4 | 2–2 |
| Hertha BSC          | 2–1 |     | 1–1 | 3–3 | 1–4 | 0–1 | 0–1 | 1–0 | 2–1 | 4–0 | 2–3 | 2–1 | 1–2 | 2–3 | 2–1 | 2–0 | 2–2 | 2–1 |
| Arminia Bielefeld   | 5–1 | 2–2 |     | 1–3 | 3–2 | 3–1 | 1–0 | 2–4 | 1–1 | 3–1 | 0–0 | 1–0 | 0–2 | 2–1 | 3–2 | 0–1 | 2–3 | 0–0 |
| Bochum              | 2–2 | 1–3 | 2–1 |     | 0–6 | 0–1 | 2–0 | 4–3 | 2–1 | 2–0 | 1–3 | 0–1 | 2–0 | 1–2 | 0–2 | 2–1 | 2–3 | 0–1 |
| Werder Bremen       | 3–1 | 3–1 | 3–0 | 3–0 |     | 1–1 | 1–3 | 1–2 | 0–2 | 3–0 | 2–1 | 2–0 | 3–0 | 3–1 | 1–0 | 0–2 | 2–3 | 2–1 |
| Energie Cottbus     | 0–2 | 2–1 | 2–0 | 0–0 | 0–0 |     | 2–3 | 0–1 | 2–2 | 0–1 | 2–1 | 2–0 | 3–1 | 0–3 | 1–1 | 2–4 | 0–0 | 3–2 |
| Borussia Dortmund   | 0–0 | 1–2 | 1–1 | 1–1 | 0–2 | 2–3 |     | 2–0 | 1–0 | 2–2 | 1–2 | 1–1 | 1–0 | 3–2 | 0–0 | 2–0 | 0–1 | 1–0 |
| Eintracht Frankfurt | 4–0 | 1–2 | 0–3 | 0–3 | 2–6 | 1–3 | 1–1 |     | 2–2 | 2–0 | 3–1 | 0–0 | 1–0 | 1–0 | 2–2 | 1–3 | 0–4 | 0–0 |
| Hamburg             | 4–0 | 1–1 | 1–1 | 0–3 | 1–1 | 1–1 | 3–0 | 3–1 |     | 0–0 | 0–0 | 2–2 | 1–1 | 1–2 | 0–0 | 1–2 | 2–4 | 1–0 |
| Hannover 96         | 0–3 | 5–0 | 1–1 | 0–2 | 2–4 | 2–0 | 4–2 | 1–1 | 0–0 |     | 1–1 | 1–0 | 1–2 | 1–2 | 0–3 | 1–1 | 1–2 | 2–2 |
| Bayer Leverkusen    | 3–0 | 2–1 | 1–2 | 1–4 | 0–2 | 3–1 | 2–1 | 2–2 | 1–2 | 0–1 |     | 1–1 | 1–0 | 2–3 | 2–0 | 3–1 | 3–1 | 1–1 |
| Mainz               | 1–3 | 1–1 | 1–0 | 2–1 | 1–6 | 4–1 | 1–0 | 1–1 | 0–0 | 1–2 | 1–3 |     | 3–0 | 0–4 | 2–1 | 0–3 | 0–0 | 1–2 |
| Mönchengladbach     | 0–0 | 3–1 | 1–0 | 0–2 | 2–2 | 2–0 | 1–0 | 1–1 | 0–1 | 0–1 | 0–2 | 1–1 |     | 1–1 | 0–0 | 0–2 | 0–1 | 3–1 |
| Bayern München      | 2–1 | 4–2 | 1–0 | 0–0 | 1–1 | 2–1 | 2–0 | 2–0 | 1–2 | 0–1 | 2–1 | 5–2 | 1–1 |     | 0–0 | 2–0 | 2–1 | 2–1 |
| Nürnberg            | 1–0 | 2–1 | 1–1 | 1–1 | 1–2 | 1–0 | 1–1 | 2–2 | 0–2 | 3–1 | 3–2 | 1–1 | 1–0 | 3–0 |     | 0–0 | 4–1 | 1–1 |
| Schalke 04          | 2–1 | 2–0 | 2–1 | 2–1 | 2–0 | 2–0 | 3–1 | 1–1 | 0–2 | 2–1 | 0–1 | 4–0 | 2–0 | 2–2 | 1–0 |     | 1–0 | 2–0 |
| Stuttgart           | 3–1 | 0–0 | 3–2 | 1–0 | 4–1 | 2–1 | 1–3 | 1–1 | 2–0 | 2–1 | 3–0 | 2–0 | 1–0 | 2–0 | 0–3 | 3–0 |     | 0–0 |
| Wolfsburg           | 1–2 | 0–0 | 2–3 | 3–1 | 0–2 | 0–0 | 0–2 | 2–2 | 1–0 | 1–2 | 3–2 | 3–2 | 1–0 | 1–0 | 1–1 | 2–2 | 1–1 |     |

## Najbolji strijelci
20 pogodaka
- Theofanis Gekas (VfL Bochum)

16 pogodaka
- Alexander Frei (Borussia Dortmund)
- Roy Makaay (Bayern München)

15 pogodaka
- Kevin Kurányi (Schalke 04)

14 pogodaka
- Mario Gomez (VfB Stuttgart)
- Marko Pantelić (Hertha BSC)
- Sergiu Radu (Energie Cottbus)
- Mohamed Zidan (1. FSV Mainz 05)

13 pogodaka
- Cacau (VfB Stuttgart)
- Diego (Werder Bremen)
- Miroslav Klose (Werder Bremen)

## Vanjske poveznice
- Službena stranica Bundeslige  Arhivirana inačica izvorne stranice od 3. kolovoza 2012. (Wayback Machine) (engl.)
- Službena stranica DFB (njem.)
- Kicker.de (njem.)

| Njemačka nogometna Bundesliga | Njemačka nogometna Bundesliga |
| --- | ----------------------------- |
| |                               |
| 1963./64. • 1964./65. • 1965./66. • 1966./67. • 1967./68. • 1968./69. • 1969./70. 1970./71. • 1971./72. • 1972./73. • 1973./74. • 1974./75. • 1975./76. • 1976./77. • 1977./78. • 1978./79. • 1979./80. 1980./81. • 1981./82. • 1982./83. • 1983./84. • 1984./85. • 1985./86. • 1986./87. • 1987./88. • 1988./89. • 1989./90. 1990./91. • 1991./92. • 1992./93. • 1993./94. • 1994./95. • 1995./96. • 1996./97. • 1997./98. • 1998./99. • 1999./00. 2000./01. • 2001./02. • 2002./03. • 2003./04. • 2004./05. • 2005./06. • 2006./07. • 2007./08. • 2008./09. • 2009./10. 2010./11. • 2011./12. • 2012./13. • 2013./14. • 2014./15. • 2015./16. • 2016./17. • 2017./18. • 2018./19. • 2019./20. 2020./21. • 2021./22. • 2022./23. • 2023./24. • 2024./25. • |                               |

| Njemačka nogometna Bundesliga | Njemačka nogometna Bundesliga |
| --- | ----------------------------- |
| |                               |
| 1963./64. • 1964./65. • 1965./66. • 1966./67. • 1967./68. • 1968./69. • 1969./70. 1970./71. • 1971./72. • 1972./73. • 1973./74. • 1974./75. • 1975./76. • 1976./77. • 1977./78. • 1978./79. • 1979./80. 1980./81. • 1981./82. • 1982./83. • 1983./84. • 1984./85. • 1985./86. • 1986./87. • 1987./88. • 1988./89. • 1989./90. 1990./91. • 1991./92. • 1992./93. • 1993./94. • 1994./95. • 1995./96. • 1996./97. • 1997./98. • 1998./99. • 1999./00. 2000./01. • 2001./02. • 2002./03. • 2003./04. • 2004./05. • 2005./06. • 2006./07. • 2007./08. • 2008./09. • 2009./10. 2010./11. • 2011./12. • 2012./13. • 2013./14. • 2014./15. • 2015./16. • 2016./17. • 2017./18. • 2018./19. • 2019./20. 2020./21. • 2021./22. • 2022./23. • 2023./24. • 2024./25. • |                               |